# Jan Brunosis
Jan Brunosis (ur. ?, zm. ?) – duchowny rzymskokatolicki, biskup kamieński.

## Biografia
Przed wyborem na biskupa był kanclerzem króla Niemiec i Czech Wacława IV Luksemburskiego oraz proboszczem kapituły lubuskiej.
W 1386 kapituła kamieńska wybrała kandydatem na nowego biskupa kamieńskiego księcia stargardzkiego Bogusława VIII. Papież Urban VI nie udzielił mu jednak prowizji i mianował biskupem kamieńskim Jana Brunosisa. Brak informacji kiedy i od kogo przyjął sakrę biskupią. Kapituła obstająca przy własnym kandydacie, przyjęła Brunosisa po jego ugodzie z Bogusławem VIII, jednak konflikt między władzą świecką i duchowną na Pomorzu rzutował na cały pontyfikat bpa Brunosisa, szczególnie, że Bogusław niezmiennie cieszył się poparciem wyższego duchowieństwa diecezjalnego i zakonnego.
7 czerwca 1386 Wacław IV włączył dominium biskupów kamińskich bezpośrednio do Rzeszy i nadał je jako lenno bp. Brunosisowi. W odpowiedzi kapituła kamieńska 24 sierpnia 1387 mianowała Bogusława VIII dożywotnim dziedzicznym zwierzchnikiem i opiekunem fundacji biskupiej. Spowodowało tu dwuwładze w diecezji - bp Brunosis zarządzał ją w sprawach duchowych, a Bogusław VIII przejął świecką władzę biskupa.
W 1394 bp Jan Brunosis zrezygnował z biskupstwa. Z powodu nieprzychylnej mu sytuacji w diecezji nie jest pewnie czy kiedykolwiek do niej przybył.